# Compagnie du Sénégal et de la Côte occidentale d'Afrique
La Compagnie du Sénégal (SCOA) (francés para "la Compañía de Senegal" o "Compañía del Senegal"), oficialmente la Compagnie du Sénégal et de la Côte occidentale d'Afrique ("Compañía de Senegal y de la Costa Occidental de África") fue una empresa colonial francesa existente en el siglo XIX dedicada al comercio de aceite de palma en Nigeria.
La empresa fue fundada en Marsella por Charles-Auguste Verminck. Junto con la Asociación Africana Ecuatorial Francesa, la Compañía de Senegal recibió subsidios de la administración de Léon Gambetta y estaba destinada a establecer puesto coloniales franceses sobre el Río Níger. Dos años después de haberse fundado, la empresa se convirtió en una sociedad anónima, con Verminck como gerente.
En su auge llegó a operar 14 puestos comerciales en los ríos Níger y Benue .  La compañía también contaba con dos sucursales en Manchester y Liverpool, que realizaban compras de bienes de la principal potencia textil del momento, para luego intercambiarlas en la costa oeste de África, donde contaban con nueve sucursales, dieciocho, dieciocho sub-mostradores, 80 empleados europeos y 300 africanos.
Tras una guerra de precios que duró años y la muerte de Gambetta en 1882, la empresa vendió sus acciones en África a la británica United African Company en octubre de 1884.